# Danilevskiana pusilla
Danilevskiana pusilla är en fjärilsart som beskrevs av Kuznetsov 1973. Danilevskiana pusilla ingår i släktet Danilevskiana och familjen vecklare. Inga underarter finns listade i Catalogue of Life.